# Arena (album van The Scene)
Arena is het achtste album van de Nederlandse popgroep The Scene, uitgebracht in 1996.

## Nummers
| Nr. | Titel                  | Schrijver(s) | Duur  |
| --- | ---------------------- | ------------ | ----- |
| 1.  | Bruid                  | Thé Lau      | 4:26  |
| 2.  | Vrede                  | Thé Lau      | 3:32  |
| 3.  | Arena                  | Thé Lau      | 3:07  |
| 4.  | Wild en luidruchtig    | Thé Lau      | 4:48  |
| 5.  | Romantiek              | Thé Lau      | 4:10  |
| 6.  | Junkie met talent      | Thé Lau      | 6:09  |
| 7.  | Varken met succes      | Thé Lau      | 3:11  |
| 8.  | Slapen, dromen, zweten | Thé Lau      | 3:11  |
| 9.  | Mannenlied             | Thé Lau      | 4:00  |
| 10. | Moderne mens           | Thé Lau      | 4:21  |
| 11. | Otto's imperium        | Thé Lau      | 10:29 |